# 闫立英
闫立英（1963年—），河北曲阳人，汉族，中华人民共和国政治人物、第十二届全国人民代表大会河北地区代表。
毕业于省委党校在职研究生班，加入中国民主建国会。2013年，被选为全国人大代表。